# Stanisław Iłowski
Stanisław Iłowski, inna forma nazwiska Ilovius herbu Prawda (zm. 1589) – polski historyk, grecysta, tłumacz, poeta, autor pierwszej w Polsce metodyki historii, kanonik łowicki w 1570 roku, kanonik płockiej kapituły katedralnej w 1569 roku, kanclerz kapituły poznańskiej w 1568 roku, kanonik gnieźnieński w 1566 roku.

## Życiorys
Urodzony prawdopodobnie na Mazowszu, syn Aleksandra, szlachcica herbu Prawdzic i Anny Niszczyckiej. Około roku 1545 studiował w Padwie prawo i literaturę starożytną. Na Akademię Krakowską wpisał się latem roku 1550. Większość życia spędził za granicami Polski. W roku 1555 studiował w Bazylei na wydziale artium pod kierunkiem C. Curiona. W roku 1556 pojawił się w Paryżu, gdzie zetknął się z Robertem Etienne. W Padwie natomiast (lata 1562-1564) był uczniem F. Robortella. Tytuł doktora obojga praw uzyskał w 1565 roku w Bolonii, gdzie wydał pracę De laudibus iurisprudentiae oratio. Był także autorem tłumaczenia z greki na łacinę dzieł Synezjusza (Wenecja, 1563) i Dionizjusza z Halikarnasu (lata 1554-1556).
W lipcu roku 1565 powrócił do Bazylei by pogłębić swe studia historyczne. Do kraju powrócił jesienią roku 1566, przyjął święcenia duchowne i został kanonikiem gnieźnieńskim, a w roku 1569 – płockim. W roku 1570 przeniósł się do Poznania. Przyjaźnił się z W. Goślickim. Zmarł w roku 1589, pomiędzy 2 stycznia a 15 kwietnia.

## Twórczość
- De historica facultate libellus, wyd. przy: Demetrius Phalereus De elocutione liber, Bazylea 1557, (pierwsza polska próba metodologii historii)
- De laudibus iurisprudentiae oratio, Bolonia 1565, drukarnia J. Rossius[3]

## Przekłady
- Dionisius Halicarnasseus Responsio ad Gnei Pompei epistolam, Paryż 1554, (przekł. z greckiego na łacinę)
- Dionisius Halicarnasseus Nonnulla opuscula, 1556, drukarnia R. S. Lutet, (przekł. z greckiego na łacinę)
- Demetrius Phalereus De elocutione liber, Bazylea 1557, drukarnia J. Oporinus, (przekł. z greckiego na łacinę)
- Synesius Cyrenaeus De regno bene administrando, Wenecja 1563, drukarnia J. B. Somascus, (przekł. z greckiego na łacinę)
- Basilius Sanctus (Bazyli Wielki) De moribus orationes XXIV, Wenecja 1564, drukarnia J. Ziletus; wyd. następne: Frankfurt 1598; pt. Ethica sive sermones XXIV de civili sapientia, Frankfurt 1611; inne wydania zob. Estreicher XII, 401, (przekł. z greckiego na łacinę)
- Threni in obitum... Nicolai Szymanowski, Wilno 1596, drukarnia Akademii T. J., są według J. Czerniatowicz i B. Nadolskiego utworem innego S. Iłowskiego, ówczesnego ucznia Akademii Wileńskiej